# نت‌اسکیپ نویگیتور
نت‌اسکیپ نویگیتور (به انگلیسی: Netscape Navigator) یک مرورگر وب مالکیتی است که توسط نت‌اسکیپ عرضه می‌شد.
توسعه این مرورگر در سال ۲۰۰۸ متوقف شد.